# 대한민국의 보물 (2000년대 전반)

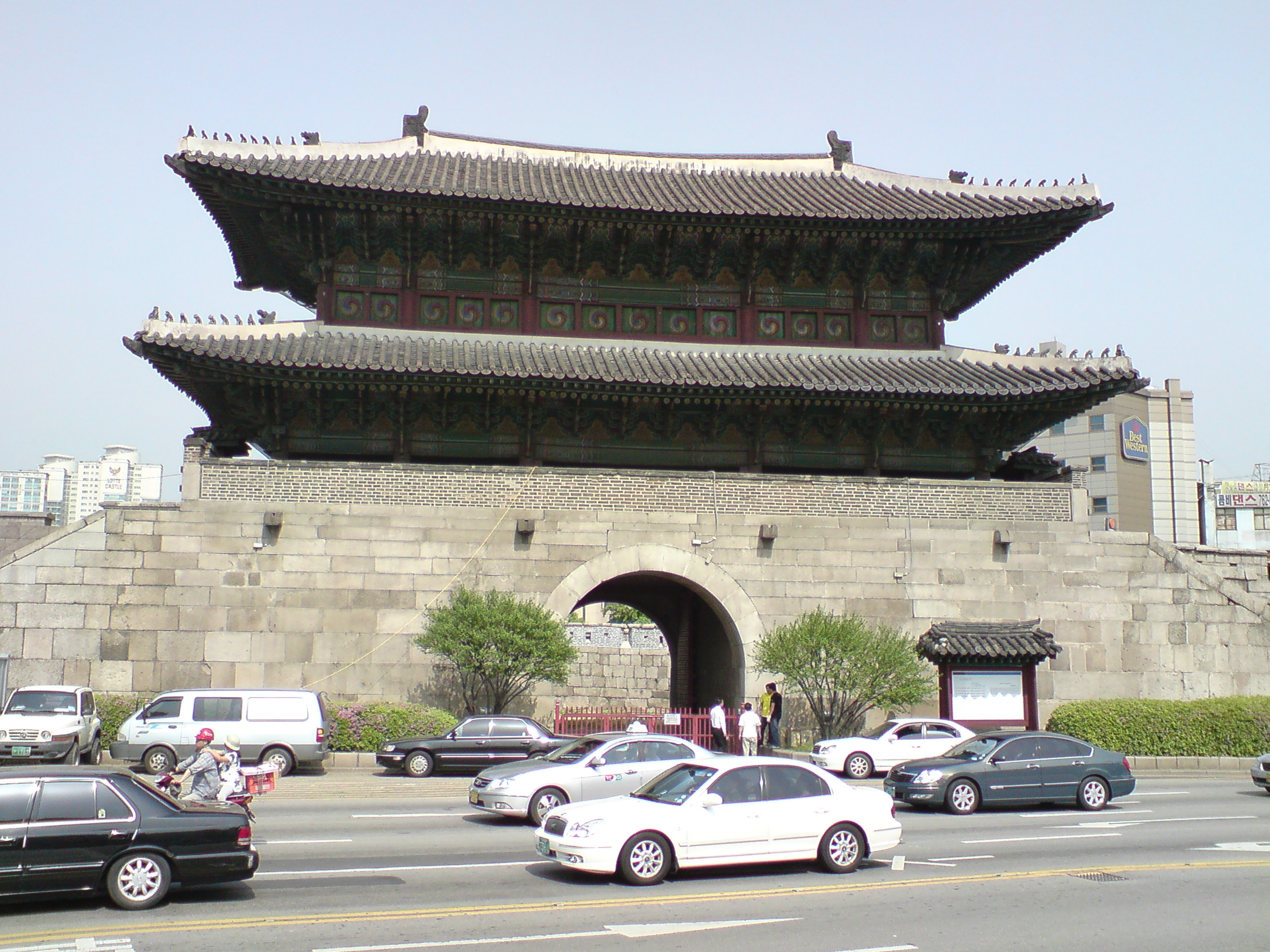
보물 제1호 흥인지문

대한민국의 보물(大韓民國 寶物)은 목조 건축물, 석조 건축물, 전적류, 서적류, 고문서, 회화, 조각류, 공예품, 고고자료, 무구(巫具) 등 대한민국의 유형문화재 가운데 중요한 것을 국가에서 지정한 것이다. 국보와 보물의 중요성과 가치 우열을 가리기는 어렵지만, 국보급의 문화재가 그 분야, 그 시대를 대표하는 유일무이한 것이라면 보물급에 속하는 문화재는 그와 유사한 문화재로서 대한민국 문화를 대표하는 유물이라고 할 수 있다.

## 지정 목록

### 2000년 지정
| 번호     | 사진 | 명칭 | 소재지                                                           | 관리자 (단체)     | 지정일                                          | 참조 |
| 11-1호   |      | 사인비구 제작 동종 - 포항보경사서운암동종 (思印比丘 製作 銅鍾 - 浦項寶鏡寺瑞雲庵銅鍾) (Bronze Bell Cast by Buddhist Monk Sain)                                                  | 경북 포항시 북구 송라면 중산리 622                               | 보경사            | 2000년 2월 15일 지정                            |      |
| 11-2호   |      | 사인비구 제작 동종 - 문경김룡사동종 (思印比丘 製作 銅鍾 - 聞慶金龍寺銅鍾) (Bronze Bell Cast by Buddhist Monk Sain)                                                              | 경북 김천시 대항면 운수리 216 직지사 성보박물관                  | 직지사            | 2000년 2월 15일 지정                            |      |
| 11-3호   |      | 사인비구 제작 동종 - 홍천수타사동종 (思印比丘 製作 銅鍾 - 洪川壽陀寺銅鍾) (Bronze Bell Cast by Buddhist Monk Sain)                                                              | 강원 홍천군 영귀미면 덕치리 9 수타사                             | 수타사            | 2000년 2월 15일 지정                            |      |
| 11-4호   |      | 사인비구 제작 동종 - 안성청룡사동종 (思印比丘 製作 銅鍾 - 安城靑龍寺銅鍾) (Bronze Bell Cast by Buddhist Monk Sain)                                                              | 경기 안성시 서운면 청룡길 140, 청룡사 (청용리)                   | 청룡사            | 2000년 2월 15일 지정                            |      |
| 11-5호   |      | 사인비구 제작 동종 - 서울화계사동종 (思印比丘製作 銅鍾 - 서울華溪寺銅鍾) (Bronze Bell Cast by Buddhist Monk Sain)                                                               | 서울 강북구 인수봉로47길 117, 화계사 (수유동)                    | 화계사            | 2000년 2월 15일 지정                            |      |
| 11-6호   |      | 사인비구 제작 동종 - 통도사동종 (思印比丘 製作 銅鍾 - 通度寺銅鍾) (Bronze Bell Cast by Buddhist Monk Sain)                                                                      | 경남 양산시                                                      | 통도사성보박물관  | 2000년 2월 15일 지정                            |      |
| 11-7호   |      | 사인비구 제작 동종 - 의왕청계사동종 (思印比丘 製作 銅鍾 - 儀旺淸溪寺銅鍾) (Bronze Bell of Uiwang Cheonggyesa Temple)                                                            | 경기 의왕시 청계동 산11 청계사                                   | 청계사            | 2000년 2월 15일 지정                            |      |
| 569-22호 |      | 안중근의사유묵 - 국가안위노심초사 (安重根義士遺墨 - 國家安危勞心焦思) (Calligraphy by An Jung-geun)                                                                             | 서울 중구 새문안로 55, 서울역사박물관 (신문로2가,서울역사박물관) | 서울역사박물관    | 2000년 2월 15일 지정                            |      |
| 569-23호 |      | 안중근의사유묵 - 위국헌신군인본분 (安重根義士遺墨 - 爲國獻身軍人本分) (Calligraphy by An Jung-geun)                                                                             | 서울 중구 새문안로 55 서울역사박물관                             | 서울역사박물관    | 2000년 2월 15일 지정                            |      |
| 1299호   |      | 괴산 보안사 삼층석탑 (槐山 寶安寺 三層石塔) (Three-story Stone Pagoda of Boansa Temple, Goesan)                                                                                 | 충북 괴산군 청안면 효근1길 23 (효근리)                           | 괴산군            | 2000년 8월 4일 지정, 2010년 12월 27일 명칭변경  |      |
| 1300호   |      | 합천 해인사 홍제암 (陜川 海印寺 弘濟庵) (Hongjeam Hermitage of Haeinsa Temple, Hapcheon)                                                                                        | 경남 합천군 가야면 해인사길 154, 홍제암 (치인리)                 | 홍제암            | 2000년 9월 28일 지정                            |      |
| 1301호   |      | 합천 해인사 홍제암 사명대사탑 및 석장비 (陜川 海印寺 弘濟庵 四溟大師塔 및 石藏碑) (Stupa of Buddhist Monk Samyeong and Stele at Hongjeam Hermitage of Haeinsa Temple, Hapcheon) | 경남 합천군 가야면 해인사길 154, 홍제암 (치인리)                 | 홍제암            | 2000년 9월 28일 지정, 2010년 12월 27일 명칭변경 |      |
| 1302호   |      | 청룡사감로탱 (靑龍寺甘露幀) (Buddhist Painting of Cheongnyongsa Temple (Buddha Giving a Sermon))                                                                                | 경기 안성시                                                      | 청룡사            | 2000년 10월 16일 지정                           |      |
| 1303호   |      | 백지금니금강 및 보문발원 (白紙金泥金剛 및 普門發願) (Transcription of the Diamond Sutra, the Lotus Sutra, and Buddhist Monk Yeongga's Invocation in Gold on White Paper)        | 경북 김천시 대항면 북암길 89, 직지사 성보박물관 (운수리)         | 직지사 성보박물관 | 2000년 12월 22일 지정                           |      |
| 1304호   |      | 유몽인위성공신교서 (柳夢寅衛聖功臣敎書) (Royal Certificate of Meritorious Subject Issued to Yu Mong-in)                                                                         | 전남 고흥군                                                      | 유효주            | 2000년 12월 22일 지정                           |      |
| 1305호   |      | 김완초상 (金完 肖像) (Portrait of Kim Wan) | 전남 영암군 서호면 화송리 159                                    | 영암군            | 2000년 12월 22일 지정                           |      |

### 2001년 지정
| 번호     | 사진 | 명칭 | 소재지                                                                     | 관리자 (단체)          | 지정일                                                        | 참조 |
| 772-4호  |      | 금강경삼가해 권2 (金剛經三家解 卷二) (Vajracchedika prajnaparamita Sutra (The Diamond Sutra) with Commentaries by Three Masters, Volume 2)                                          | 대구 달서구 달구벌대로 1095, 동산도서관 (신당동,계명대학교성서캠퍼스)      | 계명대학교 동산도서관  | 2001년 8월 3일 지정                                           |      |
| 1306-1호 |      | 묘법연화경 (妙法蓮華經) (Saddharmapundarika Sutra (The Lotus Sutra)) | 경북 김천시 대항면 북암길 89, 직지사 성보박물관 (운수리)                   | 직지사 성보박물관      | 2001년 1월 2일 지정                                           |      |
| 1306-2호 |      | 묘법연화경 (妙法蓮華經) (Saddharmapundarika Sutra (The Lotus Sutra)) | 서울 중랑구 숙선옹주로 69                                                  | 대한불교조계종 법장사  | 2019년 3월 6일 지정                                           |      |
| 1307호   |      | 고흥 능가사 대웅전 (高興 楞伽寺 大雄殿) (Daeungjeon Hall of Neunggasa Temple, Goheung)                                                                                              | 전남 고흥군 점암면 팔봉길 21 (성기리)                                      | 능가사                 | 2001년 2월 23일 지정                                          |      |
| 1308호   |      | 홍진 호성공신교서 (洪進 扈聖功臣敎書) (Royal Certificate of Meritorious Subject Issued to Hong Jin)                                                                                 | 강원 홍천군 북방면 능평리 154                                              | 홍계원                 | 2001년 2월 23일 지정                                          |      |
| 1309호   |      | 영암 엄길리 암각 매향명 (靈巖 奄吉里 岩刻 埋香銘) (Epigraph for the Incense Burial Ceremony in Eomgil-ri, Yeongam)                                                                  | 전남 영암군 서호면 엄길리 산85                                             | 영암군                 | 2001년 4월 17일 지정, 2010년 12월 27일 명칭변경               |      |
| 1310호   |      | 나주 불회사 대웅전 (羅州 佛會寺 大雄殿) (Daeungjeon Hall of Bulhoesa Temple, Naju)                                                                                                  | 전남 나주시 다도면 다도로 1224-142 (마산리)                                | 불회사                 | 2001년 4월 17일 지정                                          |      |
| 1311호   |      | 순천 선암사 대웅전 (順天 仙巖寺 大雄殿) (Daeungjeon Hall of Seonamsa Temple, Suncheon)                                                                                              | 전남 순천시 승주읍 선암사길 450 (죽학리)                                   | 선암사                 | 2001년 6월 8일 지정                                           |      |
| 1312호   |      | 강진 무위사 아미타여래삼존좌상 (康津 無爲寺 阿彌陀如來三尊坐像) (Seated Amitabha Buddha Triad of Muwisa Temple, Gangjin)                                                            | 전남 강진군 성전면 무위사로 308 (월하리)                                   | 무위사                 | 2001년 8월 3일 지정                                           |      |
| 1313호   |      | 무위사극락전아미타후불벽화 (無爲寺極樂殿阿彌陀後佛壁畵) | 전남 강진군 성전면 월하리 1194                                             | 무위사                 | 2001년 8월 3일 지정, 2009년 9월 2일 해제, 국보 제313호로 승격 |      |
| 1314호   |      | 무위사극락전백의관음도 (無爲寺極樂殿白衣觀音圖) (Buddhist Painting in Geungnakjeon Hall of Muwisa Temple (Avalokitesvara in White Robe))                                            | 전남 강진군 성전면 월하리 1174                                             | 무위사                 | 2001년 8월 3일 지정                                           |      |
| 1315호   |      | 무위사극락전내벽사면벽화 (無爲寺極樂殿內壁四面壁畵) (Mural Paintings in Geungnakjeon Hall of Muwisa Temple)                                                                         | 전남 강진군 성전면 월하리 1174                                             | 무위사                 | 2001년 8월 3일 지정                                           |      |
| 1316호   |      | 율곡사괘불탱 (栗谷寺掛佛幀) (Hanging Painting of Yulgoksa Temple) | 경남 산청군 신등면 율곡사길 182 (율현리)                                   | 율곡사                 | 2001년 8월 3일 지정                                           |      |
| 1317호   |      | 운흥사괘불탱및궤 (雲興寺掛佛幀및櫃) (Hanging Painting and Storage Chest of Unheungsa Temple)                                                                                        | 경남 고성군 하이면 와룡2길 248-28 (와룡리)                                 | 운흥사                 | 2001년 8월 3일 지정                                           |      |
| 1318호   |      | 신·구법천문도 (新·舊法天文圖) (Old and New Celestial Charts) | 서울 종로구 삼청로 37, 국립민속박물관 (세종로,국립민속박물관)              | 국립민속박물관         | 2001년 8월 3일 지정                                           |      |
| 1319호   |      | 경진년대통력 (庚辰年大統曆) (Gyeongjinnyeon daetongnyeok (Calendar of Gyeongjin Year))                                                                                              | 서울 종로구 삼청로 37, 국립민속박물관 (세종로,국립민속박물관)              | 국립민속박물관         | 2001년 8월 3일 지정                                           |      |
| 1320호   |      | 예념미타도량참법 권7 (禮念彌陀道場懺法 卷七) (Yenyeom mita doryang chambeop (Contrition in the Name of Amitabha Buddha), Volume 7)                                                  | 대구 달서구 달구벌대로 1095, 동산도서관 (신당동,계명대학교성서캠퍼스)      | 계명대학교 동산도서관  | 2001년 8월 3일 지정                                           |      |
| 1321호   |      | 무예제보번역속집 (武藝諸譜飜譯續集) (Muye jebo beonyeok sokjip (Sequel to the Book of Martial Arts))                                                                                | 대구 달서구 달구벌대로 1095, 동산도서관 (신당동,계명대학교성서캠퍼스)      | 계명대학교 동산도서관  | 2001년 8월 3일 지정                                           |      |
| 1322호   |      | 곡성 가곡리 오층석탑 (谷城 柯谷里 五層石塔) (Five-story Stone Pagoda in Gagok-ri, Gokseong)                                                                                         | 전남 곡성군 오산면 가곡리 2                                                | 곡성군                 | 2001년 9월 21일 지정, 2010년 12월 27일 명칭변경               |      |
| 1323호   |      | 파주 공효공 박중손묘 장명등 (坡州 恭孝公 朴仲孫墓 長明燈) (Stone Lanterns in Front of the Tomb of Bak Jung-son, Paju)                                                               | 경기 파주시 탄현면 방촌로879번길 172-34 (오금2리)                          | 밀양박씨규정공파대종회 | 2001년 9월 21일 지정, 2010년 12월 27일 명칭변경               |      |
| 1324호   |      | 시흥 소래산 마애보살입상 (始興 蘇萊山 磨崖菩薩立像) (Rock-carved Standing Bodhisattva in Soraesan Mountain, Siheung)                                                                | 경기 시흥시 대야동 산140-3                                                 | 시흥시                 | 2001년 9월 21일 지정, 2010년 8월 25일 명칭 변경               |      |
| 1325호   |      | 전 낙수정 동종 (傳 樂壽亭 銅鍾) (Bronze Bell of Naksujeong Pavilion (Presumed)) | 전북 전주시 완산구 쑥고개로 249, 국립전주박물관 (효자동2가,국립전주박물관) | 국립전주박물관         | 2001년 9월 21일 지정                                          |      |
| 1326호   |      | 함창상원사사불회탱 (咸昌上院寺四佛會幀) (Buddhist Painting of Sangwonsa Temple, Hamchang (Four Buddhas))                                                                            | 서울 용산구 서빙고로 137, 국립중앙박물관 (용산동6가)                       | 국립중앙박물관         | 2001년 10월 25일 지정                                         |      |
| 1327호   |      | 석조지장보살좌상 (石造地藏菩薩坐像) (Stone Seated Ksitigarbha Bodhisattva) | 서울 용산구 서빙고로 137, 국립중앙박물관 (용산동6가)                       | 국립중앙박물관         | 2001년 10월 25일 지정                                         |      |
| 1328호   |      | 기영회도 (耆英會圖) (Giyeonghoedo (Gathering of Elders)) | 서울 용산구 서빙고로 137, 국립중앙박물관 (용산동6가)                       | 국립중앙박물관         | 2001년 10월 25일 지정                                         |      |
| 1329호   |      | 백자 청화소상팔경문 팔각연적 (白磁 靑畵瀟湘八景文 八角硯適) (White Porcelain Octagonal Water Dropper with Painting of Eight Scenic Spots of Sosang River in Underglaze Cobalt Blue) | 서울 용산구 서빙고로 137, 국립중앙박물관 (용산동6가)                       | 국립중앙박물관         | 2001년 10월 25일 지정                                         |      |
| 1330호   |      | 예천용문사팔상탱 (醴泉龍門寺八相幀) (Buddhist Painting of Yongmunsa Temple, Yecheon (The Eight Great Events))                                                                       | 경북 김천시 대항면 북암길 89, 직지사 성보박물관 (운수리)                   | 직지사                 | 2001년 10월 25일 지정                                         |      |

### 2002년 지정
| 번호     | 사진 | 명칭 | 소재지                                                                          | 관리자 (단체)         | 지정일                                                             | 참조 |
| 419-2호  |      | 삼국유사 권2 (三國遺事 卷二) (Samguk yusa (Memorabilia of the Three Kingdoms), Volume 2) | 서울 중구 세종대로21길 22, 성암고서박물관 (태평로1가)                           | 성암고서박물관        | 2002년 10월 19일 지정                                              |      |
| 419-3호  |      | 삼국유사 권4~5 (三國遺事 卷四~五) (Samguk yusa (Memorabilia of the Three Kingdoms), Volumes 4 and 5) | 부산 금정구 범어사로 250 (청룡동)                                               | 범어사                | 2002년 10월 19일 지정                                              |      |
| 419-4호  |      | 삼국유사 권3~5 (三國遺事 卷三~五) (Samguk yusa (Memorabilia of the Three Kingdoms), Volumes 3-5) | 서울 성북구 안암로 145, 중앙도서관 (안암동5가,고려대학교안암캠퍼스(인문사회계)) | 고려대학교 중앙도서관 | 2002년 10월 19일 지정                                              |      |
| 419-5호  |      | 삼국유사 (三國遺事) | 서울 관악구 신림2동 산56-1 서울대학교규장각                                     | 서울대학교규장각      | 2002년 10월 19일 지정, 2003년 4월 14일 해제, 국보 제306-2호로 승격 |      |
| 772-3호  |      | 금강경삼가해 권1 (金剛經三家解 卷一) (Vajracchedika prajnaparamita Sutra (The Diamond Sutra) with Commentaries by Three Masters, Volume 1)                                                                  | 전남 장흥군 유치면 봉덕리 45 보림사                                             | 보림사                | 2002년 8월 5일 지정                                                |      |
| 850-2호  |      | 대동여지도 (大東輿地圖) (Daedong yeojido (Map of the Great East)) | 서울 종로구 새문안로 55, 서울역사박물관 (신문로2가,서울역사박물관)              | 서울역사박물관        | 2002년 12월 7일 지정                                               |      |
| 1331호   |      | 흥국사노사나불괘불탱 (興國寺盧舍那佛掛佛幀) (Hanging Painting of Heungguksa Temple (Rocana Buddha)) | 전남 여수시 중흥동 산 17 흥국사                                                 | 흥국사                | 2002년 1월 2일 지정                                                |      |
| 1332호   |      | 흥국사수월관음도 (興國寺水月觀音圖) (Buddhist Painting of Heungguksa Temple (Avalokitesvara Bodhisattva))                                                                                                   | 전남 여수시 중흥동 산 17 흥국사                                                 | 흥국사                | 2002년 1월 2일 지정                                                |      |
| 1333호   |      | 흥국사십육나한도 (興國寺十六羅漢圖) (Buddhist Painting of Heungguksa Temple (Sixteen Arhats)) | 전남 여수시 흥국사길 160, 흥국사 (중흥동)                                       | 흥국사                | 2002년 1월 2일 지정                                                |      |
| 1334-1호 |      | 화원 우배선 의병진 관련자료-군공책 (花園 禹拜善 義兵陳 關聯資料-軍功冊) (Documents Related to U Bae-seon's Righteous Army)                                                                                  | 대구 달서구 월배로 250, 국민은행 상인역지점 (상인동)                            | 단양우씨열락당종중    | 2002년 1월 2일 지정                                                |      |
| 1334-2호 |      | 화원 우배선 의병진 관련자료-교지(교첩) (花園 禹拜善 義兵陳 關聯資料-敎旨(敎牒)) (Documents Related to U Bae-seon's Righteous Army)                                                                          | 대구 수성구                                                                     | 국***                 | 2002년 1월 2일 지정                                                |      |
| 1335호   |      | 대장일람집 (大藏一覽集) (Daejang illamjip (Essentials of Buddhist Sutras)) | 대구 달서구 달구벌대로 1095, 동산도서관 (신당동,계명대학교성서캠퍼스)           | 계명대학교 동산도서관 | 2002년 1월 2일 지정                                                |      |
| 1336호   |      | 고성 건봉사 능파교 (高城 乾鳳寺 凌波橋) (Neungpagyo Bridge of Geonbongsa Temple, Goseong) | 강원 고성군 거진읍 건봉사로 723 (냉천리)                                        | 건봉사                | 2002년 2월 6일 지정, 2010년 12월 27일 명칭변경                     |      |
| 1337호   |      | 고성 육송정 홍교 (高城 六松亭 虹橋) (Rainbow Bridge of Yuksongjeong Pavilion, Goseong) | 강원 고성군 간성읍 해상리 1041                                                  | 고성군                | 2002년 2월 6일 지정, 2010년 12월 27일 명칭변경                     |      |
| 1338호   |      | 옥천 용암사 동·서 삼층석탑 (沃川 龍岩寺 東·西 三層石塔) (East and West Three-story Stone Pagodas of Yongamsa Temple, Okcheon)                                                                               | 충북 옥천군 옥천읍 삼청리 산51-1                                                | 용암사                | 2002년 3월 12일 지정, 2010년 12월 27일 명칭변경                    |      |
| 1339호   |      | 오덕사괘불탱 (五德寺掛佛幀) (Hanging Painting of Odeoksa Temple) | 충남 부여군 충화면 오덕로86번길 105 (오덕리)                                    | 오덕사                | 2002년 7월 3일 지정                                                |      |
| 1340호   |      | 천은사괘불탱 (泉隱寺掛佛幀) (Hanging Painting of Cheoneunsa Temple) | 전남 구례군 광의면 노고단로 209, 천은사 (방광리)                                | 천은사                | 2002년 7월 3일 지정                                                |      |
| 1341호   |      | 도림사괘불탱 (道林寺掛佛幀) (Hanging Painting of Dorimsa Temple) | 전남 곡성군 곡성읍 월봉리 337 도림사                                            | 도림사                | 2002년 7월 3일 지정                                                |      |
| 1342호   |      | 미황사괘불탱 (美黃寺掛佛幀) (Hanging Painting of Mihwangsa Temple) | 전남 해남군 송지면 서정리 247 미황사                                            | 미황사                | 2002년 7월 3일 지정                                                |      |
| 1343호   |      | 다보사괘불탱 (多寶寺掛佛幀) (Hanging Painting of Dabosa Temple) | 전남 나주시 금성산길 83, 다보사 (경현동)                                        | 다보사                | 2002년 7월 3일 지정                                                |      |
| 1344호   |      | 금탑사괘불탱 (金塔寺掛佛幀) (Hanging Painting of Geumtapsa Temple) | 전남 고흥군 포두면 금탑로 842 (봉림리)                                          | 금탑사                | 2002년 7월 3일 지정                                                |      |
| 1345호   |      | 만연사괘불탱 (萬淵寺掛佛幀) (Hanging Painting of Manyeonsa Temple) | 전남 화순군 화순읍 진각로 367 (동구리)                                          | 만연사                | 2002년 7월 3일 지정                                                |      |
| 1346호   |      | 장성 백양사 소요대사탑 (長城 白羊寺 逍遙大師塔) (Stupa of Buddhist Monk Soyo at Baegyangsa Temple, Jangseong)                                                                                               | 전남 장성군 북하면 약수리 20                                                    | 백양사                | 2002년 9월 25일 지정, 2010년 12월 27일 명칭변경                    |      |
| 1347호   |      | 해남 대흥사 서산대사탑 (海南 大興寺 西山大師塔) (Stupa of Buddhist Monk Seosan at Daeheungsa Temple, Haenam)                                                                                                | 전남 해남군 삼산면 구림리 산8-6                                                 | 대흥사                | 2002년 9월 25일 지정, 2010년 12월 27일 명칭변경                    |      |
| 1348호   |      | 화엄사 서오층석탑 사리장엄구 (華嚴寺 西五層石塔 舍利莊嚴具) (Reliquaries from the West Five-story Stone Pagoda of Hwaeomsa Temple)                                                                          | 전남 구례군 마산면 화엄사로 539, 화엄사 (황전리)                                | 화엄사                | 2002년 10월 19일 지정                                              |      |
| 1349호   |      | 곡성 태안사 동종 (谷城 泰安寺 銅鍾) (Bronze Bell of Taeansa Temple, Gokseong) | 전남 곡성군 죽곡면 태안로 622-215, 태안사 (원달리)                              | 태안사                | 2002년 10월 19일 지정                                              |      |
| 1350호   |      | 통도사석가여래괘불탱 (通度寺釋迦如來掛佛幀) (Hanging Painting of Tongdosa Temple (Sakyamuni Buddha)) | 경남 양산시 하북면 통도사로 108, 통도사 성보박물관 (지산리)                     | 통도사성보박물관      | 2002년 10월 19일 지정                                              |      |
| 1351호   |      | 통도사괘불탱 (通度寺掛佛幀) (Hanging Painting of Tongdosa Temple) | 경남 양산시 하북면 통도사로 108, 통도사 성보박물관 (지산리)                     | 통도사성보박물관      | 2002년 10월 19일 지정                                              |      |
| 1352호   |      | 통도사화엄탱 (通度寺華嚴幀) (Buddhist Painting of Tongdosa Temple (Illustration of the Avatamsaka Sutra))                                                                                                   | 경남 양산시 하북면 통도사로 108, 통도사 성보박물관 (지산리)                     | 통도사성보박물관      | 2002년 10월 19일 지정                                              |      |
| 1353호   |      | 통도사영산회상탱 (通度寺靈山會上幀) (Buddhist Painting of Tongdosa Temple (The Vulture Peak Assembly)) | 경남 양산시 하북면 통도사로 108, 통도사 성보박물관 (지산리)                     | 통도사성보박물관      | 2002년 10월 19일 지정                                              |      |
| 1354호   |      | 통도사 청동 은입사 향완 (通度寺 靑銅銀入絲香垸) (Bronze Incense Burner with Silver-inlaid Design of Tongdosa Temple)                                                                                        | 경남 양산시 하북면 통도사로 108, 통도사 성보박물관 (지산리)                     | 통도사성보박물관      | 2002년 10월 19일 지정                                              |      |
| 1355호   |      | 초조본 아비달마계신족론 권하 (初雕本 阿毗達磨界身足論 卷下) (Abhidharma dhatu kaya pada Sastra (Treatise on Body Elements According to the Abhidharma Path), the First Tripitaka Koreana Edition, Volume 2) | 서울 종로구 새문안로 55, 서울역사박물관 (신문로2가,서울역사박물관)              | 서울역사박물관        | 2002년 10월 19일 지정                                              |      |
| 1356호   |      | 초조본 현양성교론 권3 (初雕本 顯揚聖敎論 卷三) (Prakaranaryavaca Sastra (Acclamation of the Holy Teaching), the First Tripitaka Koreana Edition, Volume 3)                                                  | 서울 종로구 새문안로 55, 서울역사박물관 (신문로2가,서울역사박물관)              | 서울역사박물관        | 2002년 10월 19일 지정                                              |      |
| 1357호   |      | 해남 대흥사 서산대사유물 (海南 大興寺 西山大師遺物) (Relics Related to Buddhist Monk Seosan in Daeheungsa Temple, Haenam)                                                                                   | 전남 해남군 삼산면 대흥사길 400, 대흥사 (구림리)                                | 대흥사                | 2002년 12월 7일 지정                                               |      |
| 1358-1호 |      | 동여도 (東輿圖) (Dongyeodo (Atlas of the Eastern State)) | 서울 종로구 새문안로 55 서울역사박물관                                          | 서울역사박물관        | 2002년 12월 7일 지정                                               |      |
| 1359호   |      | 감은사지 동삼층석탑 사리장엄구 (感恩寺址 東三層石塔 舍利莊嚴具) (Reliquaries from the East Three-story Stone Pagoda at Gameunsa Temple Site)                                                                | 서울 용산구 서빙고로 137, 국립중앙박물관 (용산동6가)                            | 국립중앙박물관        | 2002년 12월 7일 지정                                               |      |

### 2003년 지정
| 번호     | 사진 | 명칭 | 소재지                                                                | 관리자 (단체)         | 지정일                                                        | 참조 |
| 569-25호 |      | 안중근의사유묵 - 언충신행독경만방가행 (安重根義士遺墨 - 言忠信行篤敬蠻邦可行) (Calligraphy by An Jung-geun)                                                                                          | 서울 중구 새문안로 55, 서울역사박물관 (신문로2가,서울역사박물관)      | 서울역사박물관        | 2003년 4월 14일 지정                                          |      |
| 1360호   |      | 보은 법주사 소조비로자나삼불좌상 (報恩 法住寺 塑造毘盧遮那三佛坐像) (Clay Seated Vairocana Buddha Triad of Beopjusa Temple, Boeun)                                                                   | 충북 보은군 속리산면 법주사로 405, 법주사 (사내리)                    | 법주사                | 2003년 2월 3일 지정                                           |      |
| 1361호   |      | 보은 법주사 목조관음보살좌상 (報恩 法住寺 木造觀音菩薩坐像) (Wooden Seated Avalokitesvara Bodhisattva of Beopjusa Temple, Boeun)                                                                     | 충북 보은군 속리산면 법주사로 405, 법주사 (사내리)                    | 법주사                | 2003년 2월 3일 지정                                           |      |
| 1362호   |      | 양양 낙산사 건칠관음보살좌상 (襄陽 洛山寺 乾漆觀音菩薩坐像) (Dry-lacquered Seated Avalokitesvara Bodhisattva of Naksansa Temple, Yangyang)                                                           | 강원 양양군 강현면 낙산사로 100, 낙산사 (전진리)                      | 낙산사                | 2003년 2월 3일 지정                                           |      |
| 1363호   |      | 화엄사대웅전삼신불탱 (華嚴寺大雄殿三身佛幀) (Buddhist Painting in Daeungjeon Hall of Hwaeomsa Temple (Buddha Triad))                                                                                 | 전남 구례군 마산면 황전리 산12 화엄사                                 | 화엄사                | 2003년 2월 3일 지정                                           |      |
| 1364호   |      | 쌍계사대웅전삼세불탱 (雙磎寺大雄殿三世佛幀) (Buddhist Painting in Daeungjeon Hall of Ssanggyesa Temple (Buddha Triad))                                                                               | 경남 하동군 화개면 쌍계사길 59, 쌍계사 (운수리)                       | 쌍계사성보박물관      | 2003년 2월 3일 지정                                           |      |
| 1365호   |      | 쌍계사팔상전팔상탱 (雙磎寺八相殿八相幀) (Buddhist Painting in Palsangjeon Hall of Ssanggyesa Temple (The Eight Great Events))                                                                        | 경남 하동군 화개면 쌍계사길 59, 쌍계사 (운수리)                       | 쌍계사성보박물관      | 2003년 2월 3일 지정                                           |      |
| 1366호   |      | 송광사화엄전화엄탱 (松廣寺華嚴殿華嚴幀) | 전남 순천시 송광면 신평리 12 송광사                                   | 송광사                | 2003년 2월 3일 지정, 2009년 9월 2일 해제, 국보 제314호로 승격 |      |
| 1367호   |      | 송광사응진당석가모니후불탱.십육나한탱 (松廣寺應眞堂釋迦牟尼後佛幀.十六羅漢幀) (Hanging Scroll Behind the Sakyamuni Buddha and Paintings of Sixteen Arhats in Eungjindang Hall of Songgwangsa Temple) | 전남 순천시 송광면 송광사안길 100, 송광사 (신평리)                    | 송광사                | 2003년 2월 3일 지정                                           |      |
| 1368호   |      | 송광사영산전후불탱.팔상탱 (松廣寺靈山殿後佛幀.八相幀) (Hanging Scroll Behind the Buddha and Paintings (The Eight Great Events ) in Yeongsanjeon Hall of Songgwangsa Temple)                          | 전남 순천시 송광면 송광사안길 100, 송광사 (신평리)                    | 송광사                | 2003년 2월 3일 지정                                           |      |
| 1369호   |      | 번역명의집 (飜譯名義集) (Beonyeok myeonguijip (Dictionary of Sanskrit-Chinese Translation of Buddhist Terms))                                                                                        | 대구 달서구 달구벌대로 1095, 동산도서관 (신당동,계명대학교성서캠퍼스) | 계명대학교 동산도서관 | 2003년 2월 3일 지정                                           |      |
| 1370호   |      | 괴산 각연사 통일대사탑 (槐山 覺淵寺 通一大師塔) (Stupa of Buddhist Monk Tongil at Gagyeonsa Temple, Goesan)                                                                                          | 충북 괴산군 칠성면 각연길 451 (태성리)                                | 각연사                | 2003년 3월 14일 지정, 2010년 12월 27일 명칭변경               |      |
| 1371호   |      | 영동 반야사 삼층석탑 (永同 般若寺 三層石塔) (Three-story Stone Pagoda of Banyasa Temple, Yeongdong)                                                                                                  | 충북 영동군 황간면 백화산로 652 (우매리)                              | 반야사                | 2003년 3월 14일 지정, 2010년 12월 27일 명칭변경               |      |
| 1372호   |      | 함평 고막천 석교 (咸平 古幕川 石橋) (Stone Bridge at Gomakcheon Stream, Hampyeong) | 전남 함평군 학교면 고막리 629                                         | 함평군                | 2003년 3월 14일 지정, 2010년 12월 27일 명칭변경               |      |
| 1373호   |      | 양산 통도사 금동천문도 (梁山 通度寺 金銅天文圖) (Gilt-bronze Celestial Chart of Tongdosa Temple, Yangsan)                                                                                            | 경남 양산시 하북면 통도사로 108, 통도사성보박물관 (지산리)            | 통도사성보박물관      | 2003년 4월 14일 지정                                          |      |
| 1374호   |      | 용흥사삼불회괘불탱 (龍興寺三佛會掛佛幀) (Hanging Painting of Yongheungsa Temple (Buddha Triad)) | 경북 상주시 지천1길 223-35 (지천동)                                   | 용흥사                | 2003년 4월 14일 지정                                          |      |
| 1375호   |      | 월정사 팔각구층석탑 사리장엄구 (月精寺 八角九層石塔 舍利莊嚴具) (Reliquaries from the Octagonal Nine-story Stone Pagoda of Woljeongsa Temple)                                                        | 강원 평창군 진부면 오대산로 374-8, 월정사 성보박물관 (동산리)         | 월정사성보박물관      | 2003년 6월 26일 지정                                          |      |
| 1376호   |      | 순천 송광사 티베트문 법지 (順天 松廣寺 티베트文 法旨) (Documents Written in the Tibetan Language at Songgwangsa Temple, Suncheon)                                                                    | 전남 순천시 송광면 송광사안길 100, 송광사성보박물관 (신평리)          | 송광사                | 2003년 6월 26일 지정                                          |      |
| 1377호   |      | 영광 불갑사 목조석가여래삼불좌상 (靈光 佛甲寺 木造釋迦如來三佛坐像) (Wooden Seated Sakyamuni Buddha Triad of Bulgapsa Temple, Yeonggwang)                                                            | 전남 영광군 불갑면 불갑사로 450, 불갑사 (모악리)                      | 불갑사                | 2003년 6월 26일 지정                                          |      |
| 1378호   |      | 하동 쌍계사 목조석가여래삼불좌상 및 사보살입상 (河東 雙磎寺 木造釋迦如來三佛坐像 및 四菩薩立像) (Wooden Seated Sakyamuni Buddha Triad and Four Standing Bodhisattvas of Ssanggyesa Temple, Hadong)   | 경남 하동군 화개면 쌍계사길 59, 쌍계사 (운수리)                       | 쌍계사                | 2003년 8월 21일 지정                                          |      |
| 1379호   |      | 축서사괘불탱 (鷲棲寺掛佛幀) (Hanging Painting of Chukseosa Temple) | 경북 봉화군 물야면 월계길 739, 축서사 (개단리)                        | 축서사                | 2003년 8월 21일 지정                                          |      |
| 1380호   |      | 신경행 청난공신교서 및 관련문적 (辛景行 淸難功臣敎書 및 關聯文籍) (Royal Certificate of Meritorious Subject Issued to Sin Gyeong-haeng and Related Documents)                                        | 충북 청주시 상당구 명암로 143, 국립청주박물관 (명암동,국립청주박물관) | 국립청주박물관        | 2003년 8월 21일 지정                                          |      |
| 1381호   |      | 예산 수덕사 목조석가여래삼불좌상 및 복장유물 (禮山 修德寺 木造釋迦如來三佛坐像 및 腹藏遺物) (Wooden Seated Sakyamuni Buddha Triad and Excavated Relics of Sudeoksa Temple, Yesan)                    | 충남 예산군 덕산면 사천리 20 수덕사                                   | 수덕사                | 2003년 11월 14일 지정                                         |      |
| 1382호   |      | 청자 상감‘신축’명 국화모란문 벼루 (靑磁 象嵌‘辛丑’銘 菊花牡丹文 硯) (Celadon Inkstone with Inlaid Chrysanthemum and Peony Design and Inscription of "Sinchuk Year")                                  | 서울 용산구 이태원로 55길 60-16 삼성미술관 리움                       | 삼성미술관 리움       | 2003년 12월 30일 지정                                         |      |
| 1383호   |      | 청자 철화초충조문 매병 (靑磁 鐵畵草蟲鳥文 梅甁) (Celadon Prunus Vase with Grass, Insect, and Bird Design in Underglaze Iron)                                                                         | 서울 용산구 이태원로55길 60-16, 삼성미술관 리움 (한남동)              | 삼성미술관 리움       | 2003년 12월 30일 지정                                         |      |
| 1384호   |      | 청자 상감유로매죽문 편병 (靑磁 象嵌柳鷺梅竹文 扁甁) (Celadon Flat Bottle with Inlaid Willow, Egret, Plum, and Bamboo Design)                                                                         | 서울 용산구 이태원로55길 60-16, 삼성미술관 리움 (한남동)              | 삼성미술관 리움       | 2003년 12월 30일 지정                                         |      |
| 1385호   |      | 청자 양각운룡문 매병 (靑磁 陽刻雲龍文 梅甁) (Celadon Prunus Vase with Cloud and Dragon Design in Relief)                                                                                             | 서울 용산구 이태원로 55길 60-16 삼성미술관 리움                       | 삼성미술관 리움       | 2003년 12월 30일 지정                                         |      |
| 1386호   |      | 청자 상감어룡문 매병 (靑磁 象嵌魚龍文 梅甁) (Celadon Prunus Vase with Inlaid Fish and Dragon Design)                                                                                                 | 서울 용산구 이태원로55길 60-16, 삼성미술관 리움 (한남동)              | 삼성미술관 리움       | 2003년 12월 30일 지정                                         |      |
| 1387호   |      | 분청사기 철화모란문 장군 (粉靑沙器 鐵畵牡丹文 獐本) (Buncheong Barrel-shaped Vessel with Peony Design in Underglaze Iron)                                                                            | 서울 용산구 이태원로55길 60-16, 삼성미술관 리움 (한남동)              | 삼성미술관 리움       | 2003년 12월 30일 지정                                         |      |
| 1388호   |      | 분청사기 박지연화문 편병 (粉靑沙器 剝地蓮花文 扁甁) (Buncheong Flat Bottle with Sgraffito Lotus Design)                                                                                              | 서울 용산구 이태원로55길 60-16, 삼성미술관 리움 (한남동)              | 삼성미술관 리움       | 2003년 12월 30일 지정                                         |      |
| 1389호   |      | 청자 상감‘장진주’시명 매죽양류문 매병 (靑磁 象嵌‘將進酒’詩銘 梅竹楊柳文 梅甁) (Celadon Prunus Vase with Inlaid Plum, Bamboo, and Willow Design and Inscription of ‘Jangjinju’ Poem)                  | 서울 용산구 이태원로55길 60-16, 삼성미술관 리움 (한남동)              | 삼성미술관 리움       | 2003년 12월 30일 지정                                         |      |
| 1390호   |      | 백자 청화동정추월문 항아리 (白磁 靑畵洞庭秋月文 壺) (White Porcelain Jar with Autumn Landscape Design in Underglaze Cobalt Blue)                                                                     | 서울 용산구 이태원로55길 60-16, 삼성미술관 리움 (한남동)              | 삼성미술관 리움       | 2003년 12월 30일 지정                                         |      |
| 1391호   |      | 백자 상감투각모란문 병 (白磁 象嵌透刻牡丹文 甁) (White Porcelain Bottle with Inlaid and Openwork Peony Design)                                                                                       | 서울 용산구 이태원로55길 60-16, 삼성미술관 리움 (한남동)              | 삼성미술관 리움       | 2003년 12월 30일 지정                                         |      |
| 1392호   |      | 이암필 화조구자도 (李巖筆 花鳥狗子圖) (Hwajogujado (Flowers, Birds, and Puppies) by Yi Am) | 서울 용산구 이태원로55길 60-16, 삼성미술관 리움 (한남동)              | 삼성미술관 리움       | 2003년 12월 30일 지정                                         |      |
| 1393호   |      | 김홍도필 추성부도 (金弘道筆 秋聲賦圖) (Chuseongbudo (Theme of Chuseongbu, Sounds of Autumn) by Kim Hong-do)                                                                                          | 서울 용산구 이태원로55길 60-16, 삼성미술관 리움 (한남동)              | 삼성미술관 리움       | 2003년 12월 30일 지정                                         |      |
| 1394호   |      | 경기감영도 병풍 (京畿監營圖 屛風) (Folding Screen of Gyeonggi gamyeongdo (Gyeonggi-do Provincial Office))                                                                                            | 서울 용산구 이태원로55길 60-16, 삼성미술관 리움 (한남동)              | 삼성미술관 리움       | 2003년 12월 30일 지정                                         |      |

### 2004년 지정
| 번호     | 사진 | 명칭 | 소재지                                                                      | 관리자 (단체)       | 지정일                                                            | 참조 |
| 941-2호  |      | 송언신초상 (宋言愼肖像) (Letters of King Seonjo to Song Eon-sin and Portrait of Song Eon-sin)                                                                                  | 경기 용인시 기흥구 상갈로 6, 경기도박물관 (상갈동)                          | 경기도박물관        | 2004년 5월 7일 지정                                               |      |
| 1174-2호 |      | 이중로정사공신교서 및 초상 - 이중로 초상 (李重老靖社功臣敎書 및 肖像 - 李重老肖像) (Royal Certificate of Meritorious Subject Issued to Yi Jung-ro and Portrait of Yi Jung-ro)  | 경기 용인시 기흥구 상갈로 6, 경기도박물관 (상갈동)                          | 경기도박물관        | 2004년 5월 7일 지정                                               |      |
| 1395호   |      | 영암 도갑사 도선국사·수미선사비 (靈巖 道岬寺 道詵國師·守眉禪師碑) (Stele for State Preceptor Doseon and Master Sumi of Dogapsa Temple, Yeongam)                                | 전남 영암군 군서면 도갑사로 306, 도갑사 (도갑리)                            | 도갑사              | 2004년 1월 26일 지정, 2010년 12월 27일 명칭변경                   |      |
| 1396호   |      | 강진 백련사 사적비 (康津 白蓮寺 事蹟碑) (Stele for the Construction of Baengnyeonsa Temple, Gangjin)                                                                           | 전남 강진군 도암면 백련사길 145, 백련사 (만덕리)                            | 백련사              | 2004년 1월 26일 지정, 2010년 12월 27일 명칭변경                   |      |
| 1397호   |      | 영국사영산회후불탱 (寧國寺靈山會後佛幀) (Hanging Scroll Behind the Buddha in Yeongguksa Temple (The Vulture Peak Assembly))                                                    | 서울 종로구 우정국로 55, 불교중앙박물관 (견지동,광교빌딩)                   | 불교중앙박물관      | 2004년 3월 3일 지정                                               |      |
| 1398호   |      | 청자 상감오리모양 주전자 (靑磁 象嵌鴨形 注子) (Celadon Duck-shaped Ewer with Inlaid Design)                                                                                    | 경기 성남시                                                                 | 박영숙              | 2004년 3월 3일 지정                                               |      |
| 1399호   |      | 청자 퇴화선문 표주박모양 주전자 (靑磁 堆花線文 瓢形 注子) (Celadon Gourd-shaped Ewer with Paste-on-paste Dots and Line Design)                                                 | 서울 종로구 자하문로36길 16-5, A동 7호 (청운동,한일인텔빌라아파트)          | 김영무              | 2004년 3월 3일 지정                                               |      |
| 1400호   |      | 분청사기 상감모란당초문 장군 (粉靑沙器 象嵌牡丹唐草文 獐本) (Buncheong Barrel-shaped Vessel with Inlaid Peony and Scroll Design)                                               | 경기 성남시                                                                 | 박영숙              | 2004년 3월 3일 지정                                               |      |
| 1401호   |      | 충주 봉황리 마애불상군 (忠州 鳳凰里 磨崖佛像群) (Rock-carved Buddhas in Bonghwang-ri, Chungju)                                                                                 | 충북 충주시 가금면 봉황리 산27                                              | 충주시              | 2004년 3월 3일 지정, 2010년 8월 25일 명칭 변경                    |      |
| 1402호   |      | 영주 소수서원 문성공묘 (榮州 紹修書院 文成公廟) (Munseonggong Shrine of Sosuseowon Confucian Academy, Yeongju)                                                                 | 경북 영주시 순흥면 소백로 2740 (내죽리)                                     | 영주시              | 2004년 4월 6일 지정                                               |      |
| 1403호   |      | 영주 소수서원 강학당 (榮州 紹修書院 講學堂) (Lecture Hall of Sosuseowon Confucian Academy, Yeongju)                                                                            | 경북 영주시 순흥면 소백로 2740 (내죽리)                                     | 영주시              | 2004년 4월 6일 지정                                               |      |
| 1404호   |      | 봉사조선창화시권 (奉使朝鮮倡和詩卷) (Bongsa Joseon changhwa sigwon (Poems Shared by Envoys in Joseon)                                                                          | 서울 용산구 서빙고로 137, 국립중앙박물관 (용산동6가)                        | 국립중앙박물관      | 2004년 5월 7일 지정                                               |      |
| 1405호   |      | 비해당소상팔경시첩 (匪懈堂瀟湘八景詩帖) (Bihaedang Sosang palgyeong sicheop (Album of Poems Compiled by Prince Anpyeong))                                                      | 서울 용산구 서빙고로 137, 국립중앙박물관 (용산동6가)                        | 국립중앙박물관      | 2004년 5월 7일 지정                                               |      |
| 1406호   |      | 이십삼 상대회도 및 김종한 교지 (二十三 霜臺會圖 및 金從漢 敎旨) (Isipsam sangdaehoedo (Gathering of 23 Officials of Inspector-general) and Royal Edict Issued to Kim Jong-han) | 경기 용인시 기흥구 상갈로 6, 경기도박물관 (상갈동)                          | 경기도박물관        | 2004년 5월 7일 지정                                               |      |
| 1407호   |      | 범망경보살계본 및 수보살계법 (梵網經菩薩戒本 및 受菩薩戒法) (Brahmajala Sutra (The Sutra of Brahma’s Net))                                                                     | 충북 청주시 흥덕구 직지대로 713, 청주고인쇄박물관 (운천동,청주고인쇄박물관) | 청주고인쇄박물관    | 2004년 5월 7일 지정                                               |      |
| 1408호   |      | 금강반야바라밀경 (金剛般若波羅蜜經) (Vajracchedika prajnaparamita Sutra (The Diamond Sutra))                                                                                   | 충북 청주시 흥덕구 직지대로 713, 청주고인쇄박물관 (운천동,청주고인쇄박물관) | 청주고인쇄박물관    | 2004년 5월 7일 지정                                               |      |
| 1409호   |      | 대방광불화엄경소 권48, 64, 83 (大方廣佛華嚴經疏 卷四十八, 六十四, 八十三) (Commentary on the Avatamsaka Sutra (The Flower Garland Sutra), Volumes 48, 64, and 83)              | 충북 청주시 흥덕구 직지대로 713, 청주고인쇄박물관 (운천동,청주고인쇄박물관) | 청주고인쇄박물관    | 2004년 5월 7일 지정                                               |      |
| 1410호   |      | 금동 당간 용두 (金銅幢竿龍頭) (Gilt-bronze Dragon Finial) | 경북 경주시 일정로 186 국립경주박물관                                       | 국립대구박물관      | 2004년 6월 26일 지정                                              |      |
| 1411호   |      | 임신서기석 (壬申誓記石) (Stone Tablet with Inscription of Oath of the Imsin Year)                                                                                              | 경북 경주시 일정로 186, 국립경주박물관 (인왕동,국립경주박물관)              | 국립경주박물관      | 2004년 6월 26일 지정                                              |      |
| 1412호   |      | 감지금니대방광불화엄경 권15 (紺紙金泥大方廣佛華嚴經 卷十五) (Transcription of Avatamsaka Sutra (The Flower Garland Sutra) in Gold on Indigo Paper, Volume 15)                  | 서울 강남구 언주로 827, 코리아나화장박물관 (신사동,코리아나아트센타)        | 코리아나 화장박물관 | 2004년 6월 26일 지정                                              |      |
| 1413호   |      | 보은 법주사 철솥 (報恩 法住寺 鐵鑊) (Iron Pot of Beopjusa Temple, Boeun) | 충북 보은군 속리산면 법주사로 405, 법주사 (사내리)                          | 법주사              | 2004년 8월 31일 지정                                              |      |
| 1414호   |      | 봉업사명청동향로 (奉業寺銘靑銅香爐) (Bronze Incense Burner with Inscription of "Bongeopsa Temple")                                                                             | 경기 용인시 처인구 포곡읍 에버랜드로562번길 38, 호암미술관 (가실리)         | 호암미술관          | 2004년 8월 31일 지정                                              |      |
| 1415호   |      | 삼현수간 (三賢手簡) (Samhyeon sugan (Letters of Three Wise Men)) | 서울 용산구 이태원로55길 60-16, 삼성미술관 리움 (한남동)                    | 삼성미술관 리움     | 2004년 8월 31일 지정                                              |      |
| 1416호   |      | 보은 법주사 복천암 수암화상탑 (報恩 法住寺 福泉庵 秀庵和尙塔) (Stupa of Buddhist Monk Suam at Bokcheonam Hermitage of Beopjusa Temple, Boeun)                                  | 충북 보은군 속리산면 법주사로 658-138 (사내리)                              | 법주사              | 2004년 10월 7일 지정, 2010년 12월 27일 명칭변경                   |      |
| 1417호   |      | 보은 법주사 석조희견보살입상 (報恩 法住寺 石造喜見菩薩立像) (Stone Standing Bodhisattva of Beopjusa Temple, Boeun)                                                             | 충북 보은군 속리산면 법주사로 379 (사내리)                                  | 법주사              | 2004년 10월 7일 지정, 2010년 8월 25일 명칭 변경                   |      |
| 1418호   |      | 보은 법주사 복천암 학조화상탑 (報恩 法住寺 福泉庵 學祖和尙塔) (Stupa of Buddhist Monk Hakjo at Bokcheonam Hermitage of Beopjusa Temple, Boeun)                                 | 충북 보은군 속리산면 법주사로 658-138 (사내리)                              | 법주사              | 2004년 10월 7일 지정, 2010년 12월 27일 명칭변경                   |      |
| 1419호   |      | 선암사석가모니불괘불탱 및 부속유물일괄 (仙巖寺釋迦牟尼佛掛佛幀 및 附屬遺物一括) (Hanging Painting (Sakyamuni Buddha) and Other Relics of Seonamsa Temple)                      | 전남 순천시 승주읍 선암사길 450, 선암사 (죽학리)                            | 선암사              | 2004년 11월 26일 지정                                             |      |
| 1420호   |      | 청자 상감모란양류문 주전자 및 승반 (靑磁 象嵌牡丹楊柳文 注子 및 承盤) (Celadon Ewer and Saucer with Inlaid Peony and Willow Design)                                            | 서울 용산구 이태원로55길 60-16, 삼성미술관 리움 (한남동)                    | 삼성미술관 리움     | 2004년 11월 26일 지정                                             |      |
| 1421호   |      | 청자 퇴화화문 주전자 및 승반 (靑磁 堆花花文 注子 및 承盤) (Celadon Ewer and Saucer with Paste-on-paste Floral Design)                                                          | 서울 용산구 이태원로55길 60-16, 삼성미술관 리움 (한남동)                    | 삼성미술관 리움     | 2004년 11월 26일 지정                                             |      |
| 1422호   |      | 분청사기 상감모란문 항아리 (粉靑沙器 象嵌牡丹文 立壺) (Buncheong Jar with Inlaid Peony Design)                                                                                 | 서울 용산구 이태원로55길 60-16, 삼성미술관 리움 (한남동)                    | 삼성미술관 리움     | 2004년 11월 26일 지정                                             |      |
| 1423호   |      | 분청사기 인화점문 장군 (粉靑沙器 印花點文 獐本) (Buncheong Barrel-shaped Vessel with Stamped Dots Design)                                                                      | 서울 용산구 이태원로55길 60-16, 삼성미술관 리움 (한남동)                    | 삼성미술관 리움     | 2004년 11월 26일 지정                                             |      |
| 1424호   |      | 백자대호 (白磁大壺) | 서울 용산구 한남동 748-18                                                   | 리움미술관          | 2004년 11월 26일 지정, 2007년 12월 17일 해제, 국보 제309호로 승격 |      |
| 1425호   |      | 백자 철화매죽문 항아리 (白磁 鐵畵梅竹文 立壺) (White Porcelain Jar with Plum and Bamboo Design in Underglaze Iron)                                                             | 서울 용산구 이태원로55길 60-16, 삼성미술관 리움 (한남동)                    | 삼성미술관 리움     | 2004년 11월 26일 지정                                             |      |

## 참고자료
- 문화재청 - 문화재 검색